# Бортницька вулиця (Київ, Червоний хутір)
Бо́ртницька ву́лиця — вулиця в Дарницькому районі міста Києва, місцевість Червоний хутір. Пролягає від початку забудови до Ялинкової вулиці.
Прилучається Ташкентська вулиця.

## Історія
Вулиця виникла в 50-ті роки XX століття під назвою Нова Д. Сучасна назва — з 1955 року, від розташованого на південно-східній околиці Києва селища Бортничі.
Пролягала до Кам'янської вулиці, скорочена у зв'язку з забудовою селища Шевченка.